# صما (قرية)
صما قرية سورية تقع في محافظة السويداء وهي قريبة إلى سهل حوران لقبت ب صمّا الهنيدات نسبة إلى عائلة هنيدي التي تقطن في القرية، علماً بأن عائلة هنيدي المتواجدة في القرية مؤلفة من 3 بيوت وباقي سكان القرية هم من عائلات أخرى جميعهم من المسيحيين الكاثوليك.
يوجد في القرية كنيسة القديس ايليا (مار إلياس) حيث تعتبر من أقدم الكنائس، وفيها مدرسة ابتدائية, وفيها مطخ (حوض مياه كبير لسقاية المزروعات حيث تملؤه مياه الأمطار في الشتاء وتستخدم لسقاية البساتين القريبة منه (الحواكير)، ويوجد في القرية موقف للدروز الموحدون حيث يقع بالقرب من المطحنة القديمة , حيث تقام فيه الصلوات وتقبل فيه التعازي ,وفي بعض الأحيان تقام الأفراح فيه.
التربة المتواجدة في القرية والأراضي الزراعية تستخدم لزراعة جميع أنواع الخضروات والفواكة الموسمية, حيث تشتهر القرية بمحاصيل القمح والزيتون والحمص ومشاريع البندورة ومشاريع العنب.

## جغرافية القرية
- يحدها من الشمال قرية سميع وقرية الدور.
- يحدها من الجنوب قرية الدارة والثعلة (الثعلة فيها مطار حربي).
- يحدها من الشرق قرية المزرعة وقرية الطيرة.
- يحدها من الغرب قرية المليحة وقرية ناحته (ناحته تابعة لمحافظة درعا).

هناك العديد من القرى التي تحمل الاسم نفسه كصما البردان في السويداء وبلدة صما في اربد.